# Kreolsprog
Et kreolsprog er et pidginsprog, der er blevet modersmål for en gruppe mennesker. Der findes en lang række kreolsprog, hvoraf nogle ofte blot kaldes kreolsk – heriblandt det haitiske kreolsprog.
Carriols er et kreolsprog der blev talt i Dansk Vestindien igennem 300 år.